# Ibériotoxine
Une ibériotoxine (IbTx) est une toxine peptidique isolée du venin de scorpion rouge Hottentotta tamulus.

## Mode d'action
La toxine agit en bloquant sélectivement (Kd ~1 nM) les canaux potassiques de large conductance dépendant du calcium, BKCa. Ce mode d'action est susceptible d’être utilisé pour créer de nouveaux médicaments.

## Structure
L'ibériotoxine est composée de 37 amino-acides avec 3 ponts disulfure. Cette toxine est l'homologue de la charybdotoxine, toxine du venin du scorpion Leiurus quinquestriatus, moins sélective pour les canaux BK.
Sa formule est C179H274N50O55S7.

## Toxicité
Le venin provoque principalement des anomalies cardiopulmonaires telles que des troubles circulatoires, des myocardites et des variations des taux d'ATPase du sarcolemme cardiaque et peut donc entraîner la mort. À cause de son venin, ce scorpion est un facteur important de mortalité chez les enfants en Inde rurale : le venin provoque d'abord une stimulation cholinergique transitoire (vomissements, hypersudation, bradycardie, priapisme, hypersalivation et hypotension) suivie par une hyperactivité adrénergique (hypertension, tachycardie et insuffisance myocardique).
La phase adrénergique est un phénomène dose-dépendant contrairement à la phase cholinergique.

## Traitement
Le traitement est principalement symptomatique. La douleur locale est traitée par injection de déhydroémétine (en) au niveau de la piqûre. L'hypovolémie est corrigée par une solution de réhydratation par voie orale. Les patients agités, confus et non coopératifs sont traités par une perfusion de glucosé à 5 % en solution saline. Les patients souffrant d'hypertension reçoivent une dose unique de 5 mg de nifédipine sublingual et de prazosine par voie orale. Les patients avec œdème pulmonaire sont traités par administration intraveineuse d'aminophylline et de bicarbonate de sodium, par prazosine orale et par oxygène au masque.